# Paralía Avlídhos
Paralía Avlídhos (Paralia Avlidos) är en ort i Grekland.   Den ligger i prefekturen Nomós Evvoías och regionen Grekiska fastlandet, i den östra delen av landet, 50 km norr om huvudstaden Aten. Paralía Avlídhos ligger 1 meter över havet och antalet invånare är 3 115.
Terrängen runt Paralía Avlídhos är platt åt sydost, men åt nordväst är den kuperad. Havet är nära Paralía Avlídhos österut. Runt Paralía Avlídhos är det ganska tätbefolkat, med 134 invånare per kvadratkilometer. Närmaste större samhälle är Chalkída, 9,5 km norr om Paralía Avlídhos. Trakten runt Paralía Avlídhos består till största delen av jordbruksmark.